# XF-11 (航空機)
XF-11
飛行するXF-11A-HU 44-70156号機
（1947年4月撮影）
- 用途：偵察機
- 分類：試作偵察機
- 製造者：ヒューズ・エアクラフト社
- 運用者： アメリカ陸軍航空軍（予定）
- 初飛行：1946年7月7日
- 生産数：2機
- 運用状況：未就役

XF-11（Hughes XF-11 ）は、ヒューズ社がアメリカ陸軍航空軍（USAAF）向けに開発した試作偵察機。
性能は高いと考えられていたが2機製造された試作機のうち1号機が初飛行時に不時着事故を起こして全損となり、危うく操縦していたハワード・ヒューズを殺すところだった。最終的に操縦性や整備性の悪さに加えて製造コストの高さも仇となり、開発計画は頓挫した。

## 開発
XF-11は陸軍航空軍による「高速・長距離写真偵察機」という要求に対し、リパブリック社が開発したXF-12レインボーと同様に開発された。
陸軍は写真偵察用に当初100機を発注したが、第二次世界大戦の終了と共にこれをキャンセルし、ヒューズ社には2機の試作機が残された。

## 設計
設計は初期のD-2 (航空機)の拡大版であると言われ、最終的な外観はP-38 ライトニングと似たものとなった。前輪式降着装置を備え、双発で与圧されたコクピットのある中央胴体を持つ双胴の全金属製単葉機であるXF-11は、P-38よりも遥かに大きい全幅と遥かに高いアスペクト比を持っていた。
XF-11はR-4360-31空冷星型28気筒エンジンを2基搭載し、エンジン前面に装着された2つの4翅ブレード可変ピッチプロペラを駆動した。各々のエンジンに機械的な複雑さと引き換えに性能と安定性を増加させる1組の2重反転プロペラを装備していた。

## 運用の歴史
ハワード・ヒューズが操縦する試作初号機（登録番号：44-70155）は1946年7月7日の初飛行時に墜落した。オイル漏れが発生し右プロペラの制御ができなくなり、最終的には後ろ側のプロペラが逆ピッチになったことによりエンジン推力が崩れ機体を右側に大きく傾けた。ヒューズは、プロペラをフェザリング状態にするよりも機体をロサンゼルス・カントリークラブのゴルフコースに不時着させることを選んだが、ゴルフコースの約300ヤード手前で機体は突然高度を失い3棟の家屋をなぎ倒した。3つ目の家は墜落による火災で完全に破壊され、ヒューズは危うく死ぬところであった。
試作2号機は通常形式のプロペラを装着して、ヒューズが怪我から回復した1947年4月5日に初飛行を行った。この試験飛行は平穏無事に行われこの機体が高速度では安定し操縦性も良いことを示したが、低高度でのエルロンの効きが悪く低速度での安定性が不十分だった。空軍がXF-12の対抗馬として評価テストを行い、XF-11は操縦と整備が難しく製造コストが2倍掛かると予想された。XF-12は少数が発注されたが、空軍はボーイング RB-50 スーパーフォートレスと同様の長距離写真偵察能力を持ち遥かに安価に調達できるノースロップ F-15 リポーターを選択した。

## 要目
- 乗員：2名（操縦士、航法士／撮影員）
- 全長：19.94 m（65 ft 5 in）
- 全幅：30.89 m（101 ft 4 in）
- 全高：7.06 m（23 ft 2 in）
- 翼面積：91.3 m2（983 ft2）
- 空虚重量：16,800 kg（37,100 lb）
- 最大離陸重量：26,400 kg（58,300 lb）
- エンジン：2 × プラット・アンド・ホイットニー R-4360、3,000 hp（2,240 kW）
- 最大速度：720 km/h（450 mph）
- 巡航高度：13,415 m（44,000 ft）
- 航続距離：8,000 km（5,000 miles）